# Callistocypraea aurantium
Callistocypraea aurantium, eller Lyncina aurantium (ses som synonym när släktet Callistocypraea urskiljes), är en havslevande snäcka inom familjen porslinssnäckor (Cypraeidae). Den förekommer i Stilla havet omkring Guam, Filippinerna, Fiji, Franska Polynesien och Nya Kaledonien.

## Utseende
Snäckskalet blir omkring 5,8-12,1 cm långt. Skalet har en blänkande färg som varierar mellan mycket starkt gul, orange eller röd. Munnen har gyllene orange färg. Eftersom snäckorna är så sällsynta är de ett eftertraktat byte av samlare. Arten är inte utvärderad av IUCN, men habitatförlust och insamling har påverkat vilda populationer negativt.

## Habitat
Detta djur finns vanligtvis på havssidan av öar, på rev, på djup från 9 till 30 meter men även djupare. Den gömmer sig normalt i korallen under dagen och kommer ut för att äta på natten.